# 개성부
개성부(開城府)는 조선시대 설치된 특수행정기관이다.
개성은 태조가 조선을 건국한 곳이었으나 한성으로 천도하면서 수도로서의 기능을 잃게 되었다. 하지만 옛수도의 위상과 수도 방위를 위해 특별행정기관으로 개성부를 설치하였다.
그 후 태조가 1395년 6월 13일 개성부를 개성유후사(開城留後司)로 개칭하였고,  1438년 10월 15일 세종이 다시 개성부로 환원하였다.
그 뒤 조직에 약간의 변동이 있었으나 1895년 대한제국이 23부를 설치하기전까지 그 이름과 직제가 지속되었다. 1865년을 기준으로 개성부에는 유수 2인(1인은 경기관찰사 겸임), 경력 1인, 분교관(分敎官) 1인, 검률 1인, 서리 50인, 조례 30여 인 등이 소속되었다.